# Brigata Lazio
La Brigata fanteria «Lazio» è stata una Grande Unità del Regio Esercito, costituita nel marzo del 1915 e sciolta nel 1917. Era costituita dal 131º e dal 132º Reggimento fanteria "Lazio".